# Vracov
Vracov (/ˈvratsof/) és una ciutat de la Moràvia Meridional, a la República Txeca. El 2020 tenia 4.570 habitants